# Land Rover Freelander

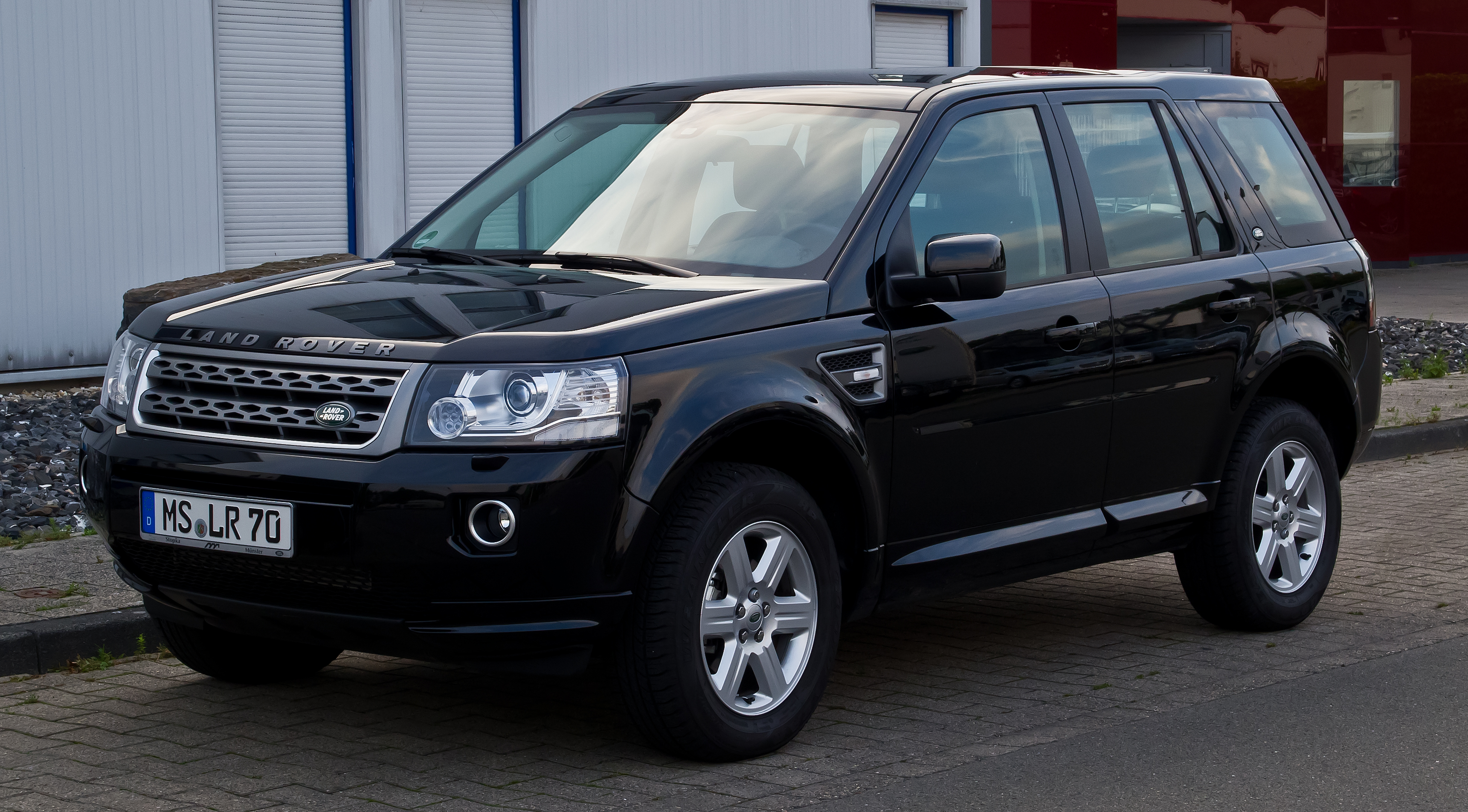
Land Rover Freelander de 2a generació.

El Land Rover Freelander és un automòbil tot terreny del segment D produït pel fabricant anglès Land Rover des de l'any 1996. És un cinc places amb motor davanter transversal i tracció a les quatre rodes. Alguns dels seus rivals són l'Acura RDX, l'Audi Q5, el BMW X3, l'Infiniti EX, el Mercedes-Benz GLK i el Volvo XC60.

## Primera generació (1996-2006)
La primera generació del Freelander es va idear com el primer vehicle esportiu utilitari de la marca, i per això no tenia diferencials bloquejables ni reductora de canvis. Va estar disponible amb carrosseries de tres i cinc portes, i les seves motoritzacions eren un motor de gasolina de 1.8 litres de cilindrada i 136 CV, un gasolina amb sis cilindres en V de 2.5 litres i 174 CV, i dos dièsel de 2.0 litres.

## Segona generació (2006-present)
La segona generació de Freelander, presentada oficialment en el Saló de l'Automòbil de Londres de 2006, està basada en la plataforma del Ford Mondeo i Ford S-Max. El seu disseny exterior és molt similar al de la primera generació, tot i que són dos models completament diferents. Aquest model és l'únic tot terreny compacte en haver rebut cinc estrelles en la prova de protecció a adults en xocs de EuroNCAP.
Està disponible amb un motor de gasolina de sis cilindres en línia, 3.2 litres de cilindrada i una potència màxima de 230 CV, i amb un motor dièsel de quatre cilindres en línia, 2.2 litres i 160 CV, amb turbocompresor i injecció directa common rail.